# سوبر مشاق
سوبر موشاك (بالإنجليزية: PAC Super Mushshak)‏ هي طائرة تدريب صُنعت في 1995 بباكستان. من قبل مجمع الطيران الباكستاني. تستخدم بشكل أساسي من قبل القوات الجوية الباكستانية. كان أول طيران لها في 1995. دخلت الخدمة في 1996، ومازالت في الخدمة حتى الآن. صنع منها 391 طائرة.

## المستخدمون
- القوات الجوية الباكستانية
- القوات الجوية الملكية السعودية